# 拔海站
拔海站（日语：／ Bakkai eki */?）曾是屬於北海道旅客鐵道（JR北海道）宗谷本線的鐵路車站，位於北海道稚內市。本站是由南稚內車站代管的無人車站，車站編碼為W78。電影《南極物語》及電視劇《少女身世之謎》曾在此站取景。本站已於2025年3月隨著時刻表改點而廢站。

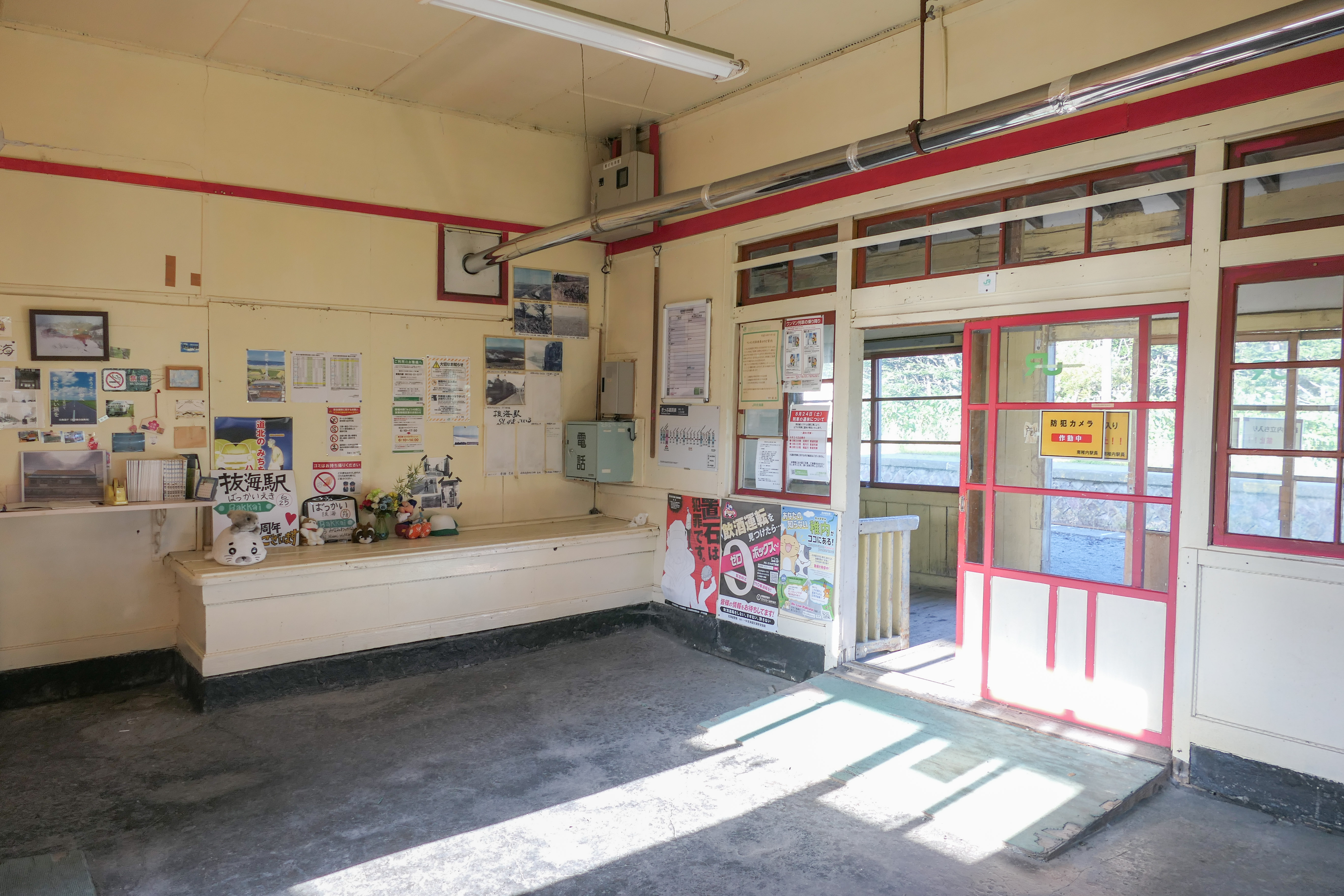
車站內部（2024年8月）

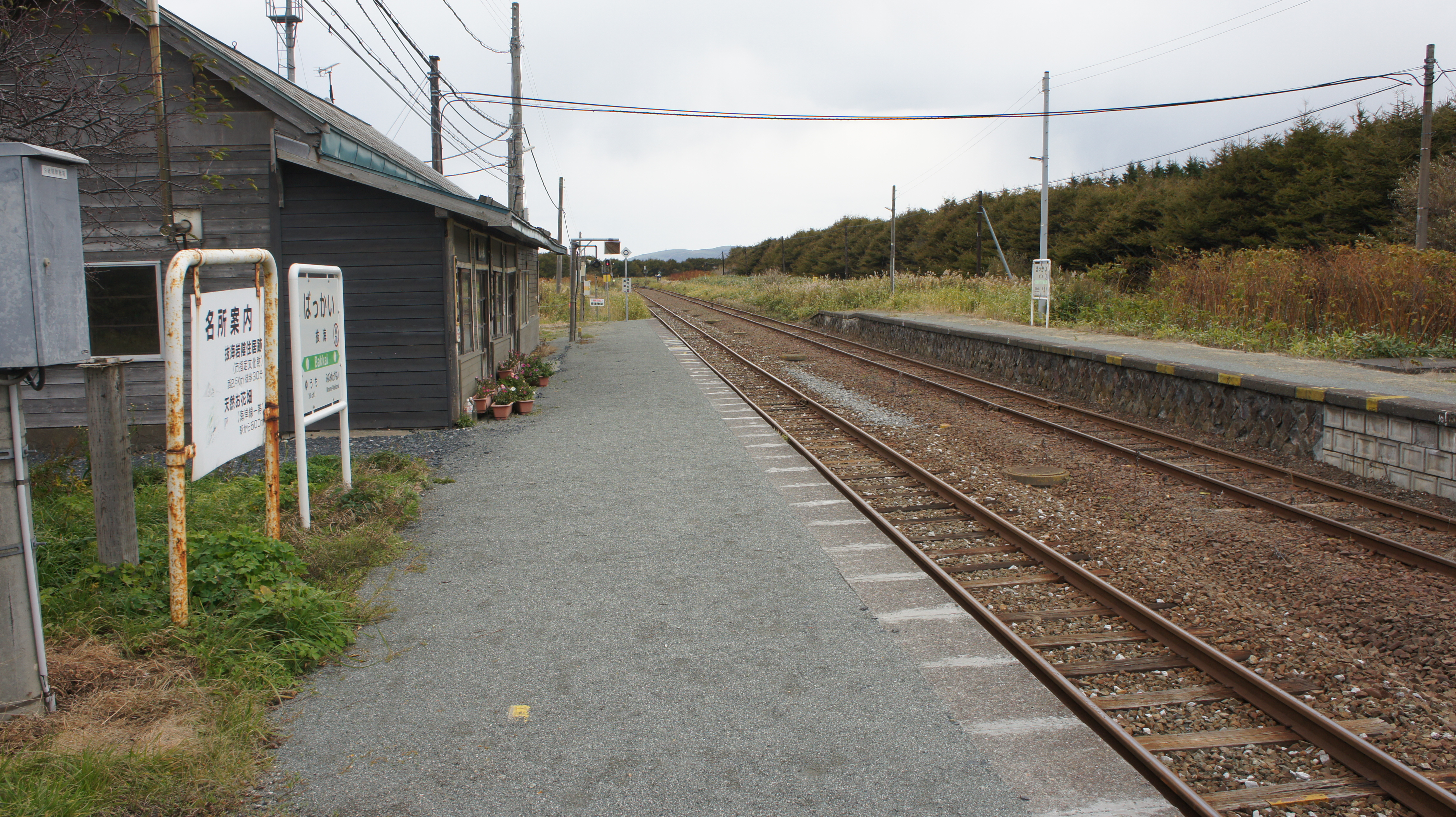
月台（2017年10月）

## 車站構造
本站的站房為木造站房，並且擁有2面2線的岸式月台，可供列車交會。本站是日本最北端的無人及木造車站。站名源自於拔海村附近的一塊岩石，在阿伊努語中稱為「pakkay-pe」（背著孩子的東西），其外型酷似一位背著孩子的母親。

## 站周邊
車站附近僅有1、2棟民宅，多數是牧場。沿著道道106號往羽幌方面約1.5公里處可達拔海村中心。若北上至南稚內站時左手邊會經過一片海岸區域，有部分列車會刻意放慢速度供乘客眺望日本海及遠端的利尻島。

## 歷史
- 1924年6月25日：日本國有鐵道天鹽北線抜海站啟用。
- 1977年5月25日：停止貨物裝卸業務。
- 1984年：2月1日：取消行李托運業務。11月10日，停止售票及檢票等旅客服務，但仍然配置處理閉塞的職員。

- 1986年11月1日：成為無人站。
- 1987年4月1日：國鐵分割民營化，拔海車站劃歸由JR北海道繼承。
- 2024年6月，稚內市向JR北海道表明將於2024年的財政年末結束對拔海站的維護與管理[5][6]。
- 2024年12月13日，JR北海道宣布拔海站將於2025年3月15日隨著列車時刻表的改點而被廢站[1][7][8]。
- 2025年3月15日：廢站[3]。
- 2025年7月29日，JR北海道開始將拔海站的站房拆除，預計於8月初完工[9][10]。

## 相鄰車站
北海道旅客鐵道（JR北海道）
■宗谷本線
■特急「宗谷」、「佐呂別」
通過
■普通
勇知（W77）－拔海（W78）－南稚內（W79）

## 外部連結
- （日語）JR北海道 – 拔海站 （页面存档备份，存于）
- NHK 於2009年製作《日本木造站舍之旅》有閞拔海站的影片 （页面存档备份，存于）
- （日語）全驛參觀之旅 （页面存档备份，存于）